# Fontaine-lès-Clercs
Fontaine-lès-Clercs és un municipi francès situat al departament de l'Aisne i a la regió dels Alts de França. L'any 2007 tenia 289 habitants.

## Demografia

### Població
El 2007 la població de fet de Fontaine-lès-Clercs era de 289 persones. Hi havia 108 famílies de les quals 16 eren unipersonals (4 homes vivint sols i 12 dones vivint soles), 36 parelles sense fills i 56 parelles amb fills.
La població ha evolucionat segons el següent gràfic:
Habitants censats

### Habitatges
El 2007 hi havia 112 habitatges, 107 eren l'habitatge principal de la família, 4 eren segones residències i 1 estava desocupat. Tots els 112 habitatges eren cases. Dels 107 habitatges principals, 90 estaven ocupats pels seus propietaris, 11 estaven llogats i ocupats pels llogaters i 6 estaven cedits a títol gratuït; 3 tenien dues cambres, 10 en tenien tres, 30 en tenien quatre i 65 en tenien cinc o més. 82 habitatges disposaven pel capbaix d'una plaça de pàrquing. A 45 habitatges hi havia un automòbil i a 55 n'hi havia dos o més.

### Piràmide de població
La piràmide de població per edats i sexe el 2009 era:
| Homes | Edats   | Dones |
| ----- | ------- | ----- |
| 0     | 95 o +  | 0     |
| 0     | 90 a 94 | 0     |
| 0     | 85 a 89 | 0     |
| 4     | 80 a 84 | 0     |
| 12    | 75 a 79 | 4     |
| 4     | 70 a 74 | 8     |
| 0     | 65 a 69 | 4     |
| 8     | 60 a 64 | 4     |
| 8     | 55 a 59 | 12    |
| 8     | 50 a 54 | 8     |
| 12    | 45 a 49 | 4     |
| 8     | 40 a 44 | 8     |
| 12    | 35 a 39 | 20    |
| 8     | 30 a 34 | 4     |
| 4     | 25 a 29 | 8     |
| 8     | 20 a 24 | 4     |
| 8     | 15 a 19 | 8     |
| 12    | 10 a 14 | 8     |
| 12    | 5 a 9   | 12    |
| 4     | 0 a 4   | 4     |

## Economia
El 2007 la població en edat de treballar era de 205 persones, 152 eren actives i 53 eren inactives. De les 152 persones actives 137 estaven ocupades (72 homes i 65 dones) i 17 estaven aturades (9 homes i 8 dones). De les 53 persones inactives 18 estaven jubilades, 26 estaven estudiant i 9 estaven classificades com a «altres inactius».

### Ingressos
El 2009 a Fontaine-lès-Clercs hi havia 108 unitats fiscals que integraven 297 persones, la mediana anual d'ingressos fiscals per persona era de 19.349 €.

### Activitats econòmiques
Dels 4 establiments que hi havia el 2007, 1 era d'una empresa de fabricació d'altres productes industrials, 1 d'una empresa de comerç i reparació d'automòbils i 2 d'empreses financeres.
L'any 2000 a Fontaine-lès-Clercs hi havia 4 explotacions agrícoles.

## Poblacions més properes
El següent diagrama mostra les poblacions més properes.